# Триунфу-Потигуар
Триунфу-Потигуар (порт. Triunfo Potiguar)  —  муниципалитет в Бразилии, входит в штат Риу-Гранди-ду-Норти. Составная часть мезорегиона Запад штата Риу-Гранди-ду-Норти. Входит в экономико-статистический микрорегион Медиу-Уэсти. Население составляет 3728 человек на 2006 год. Занимает площадь 268,706 км². Плотность населения — 13,9 чел./км².

## История
Город основан 1 января 1997 года.

## Статистика
- Валовой внутренний продукт на 2003 год составляет 8 712 964,00 реалов (данные: Бразильский институт географии и статистики).
- Валовой внутренний продукт на душу населения на 2003 год составляет 2362,52 реалов (данные: Бразильский институт географии и статистики).
- Индекс развития человеческого потенциала на 2000 год составляет 0,577 (данные: Программа развития ООН).